# Lycodapus endemoscotus
Lycodapus endemoscotus is een straalvinnige vissensoort uit de familie van puitalen (Zoarcidae). De wetenschappelijke naam van de soort is voor het eerst geldig gepubliceerd in 1978 door Peden & Anderson.